# Kin Endate
Kin Endate (jap. 円舘 金, Endate Kin; * 15. Dezember 1960 in Iwaizumi, Präfektur Iwate) ist ein japanischer Amateurastronom.
Endate entdeckte zusammen mit Kazurō Watanabe mehr als 550 Asteroiden, darunter die Asteroiden (4042) Okhotsk, (4126) Mashu und (4460) Bihoro. Der Asteroid (4282) Endate wurde nach ihm benannt.
Er lebt in Bihoro, Hokkaidō.